# 奥尔良司法宫

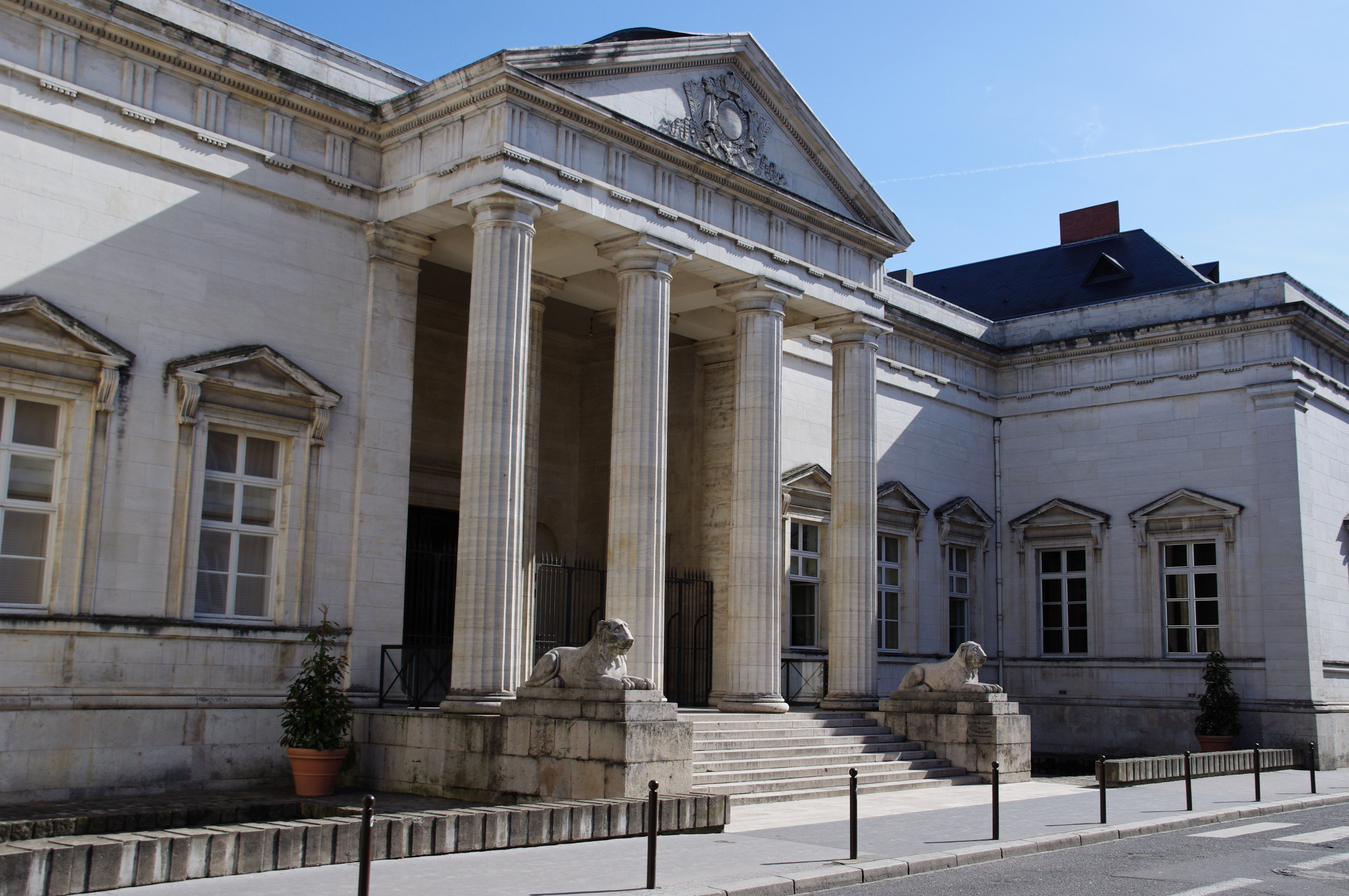

奥尔良司法宫（Palais de justice d'Orléans）是一座法院大楼，位于法国中央-卢瓦尔河谷大区卢瓦雷省 奥尔良市中心的布列塔尼街（rue de la Bretonnerie）和阿尔萨斯-洛林街（rue d'Alsace-Lorraine）之间。这座宫殿建于19世纪上半叶，部分列为法国历史遗迹。

## 历史
1821年11月14日，奥尔良司法宫由奥尔良上诉法院第一院长阿胡伊斯先生（M. Arhuys）奠基。建筑工程于1821年至1824年进行。1824年11月3日举行落成典礼。
1968年和1986年进行两次扩建。中部是最古老的部分。
两只石狮最初在卢瓦尔河畔新堡展出，于1824年8月20日放置在宫殿的门廊上。
1992年12月17日，第一民事分庭的审判室列为法国历史遗迹。

## 建筑
奥尔良司法宫为新古典主义建筑风格，立面有四根柱子和两只石狮。.该建筑为奥尔良建筑师弗朗索瓦•纳西斯•帕戈（François-Narcisse Pagot）的作品。两只石狮和雕塑都由雕塑家弗朗索瓦•米歇尔•罗马涅西（François-Michel Romagnésy）设计。